# Gottfried Schiemann
Gottfried Schiemann (* 13. April 1943 in Wiesbaden) ist ein deutscher Rechtswissenschaftler. Er war bis zu seiner Emeritierung im Jahr 2010 Inhaber des Lehrstuhls für Bürgerliches Recht, Europäische Rechtsgeschichte und Versicherungsrecht der Eberhard Karls Universität Tübingen.

## Leben
Gottfried Schiemann wurde als viertes Kind des Chemikers Günther Schiemann und dessen Frau Hildegard Schiemann, geb. Augustin, geboren. Er verbrachte seine frühe Kindheit in Wiesbaden, bevor er seit 1950 in der Türkei lebte, wo sein Vater eine Professur an der Universität Istanbul innehatte. 1954 kehrte er mit elf Jahren nach Deutschland zurück und lebte fortan in Hannover, wo sein Vater einen Lehrstuhl für Technische Chemie bekleidete. 1962 machte Schiemann dort sein Abitur. Seit 1973 ist Schiemann mit Gunhilde verheiratet.
Gottfried Schiemann studierte Rechtswissenschaft und Geschichte an den Universitäten in Göttingen, Florenz, Hamburg und Mainz. 1966 legte er in Hamburg die Erste Juristische Staatsprüfung ab. In der Folge war er Stipendiat am Max-Planck-Institut für ausländisches und internationales Privatrecht in Hamburg sowie Assistent an den Universitäten in Regensburg und in München bei Dieter Medicus. 1971 wurde er von der Juristischen Fakultät der Universität Hamburg promoviert. Die Dissertation Pendenz und Rückwirkung der Bedingung wurde von Max Kaser betreut. Nach der Zweiten Juristischen Staatsprüfung 1972 in München folgte die Habilitation über Argumente und Prinzipien bei der Fortbildung des Schadensrechts. Habilitationsvater war Dieter Medicus. Schiemann erhielt die venia legendi für Bürgerliches Recht, Römisches Recht und Privatrechtsgeschichte der Neuzeit sowie Handelsrecht. Nach Professuren in Hannover, Bielefeld und Erlangen-Nürnberg folgte am 1. April 1993 die Berufung an die Eberhard Karls Universität Tübingen. Dort hatte er bis zu seiner Emeritierung im Jahr 2010 den Lehrstuhl für Bürgerliches Recht, Europäische Rechtsgeschichte und Versicherungsrecht inne. 2011 wurde er Ehrenmitglied der juristischen Vereinigung Phi Delta Phi. Er ist Beirat der im selben Jahr gegründeten Zeitschrift Jura Studium & Examen.

## Forschungsschwerpunkte
Schiemanns Tätigkeit umfasst neben den Fachbereichen seines Lehrstuhls schwerpunktmäßig das Erb- und Haftungsrecht. Auf diesen Gebieten kommentiert er beispielsweise die §§ 249 bis § 254 BGB (Schadensrecht) in Staudingers Kommentar zum BGB, das Deliktsrecht in Ermans BGB sowie das Vermächtnis- und Testamentsvollstreckungsrecht in Prütting/Wegen/Weinreich BGB. Außerdem ist er gemeinsam mit Hermann Lange († 2018) Verfasser eines Standardwerks zum Schadensersatzrecht.

## Belege
1. ↑  Phi Delta Phi Richard v. Weizsäcker Inn, Internetseite der juristischen Vereinigung Phi Delta Phi Richard v. Weizsäcker Inn, abgerufen am 30. Juni 2011

| Personendaten    | Personendaten                                       |
| ---------------- | --------------------------------------------------- |
| NAME             | Schiemann, Gottfried                                |
| KURZBESCHREIBUNG | deutscher Rechtswissenschaftler und Hochschullehrer |
| GEBURTSDATUM     | 13. April 1943                                      |
| GEBURTSORT       | Wiesbaden                                           |